# 博物館動物園站

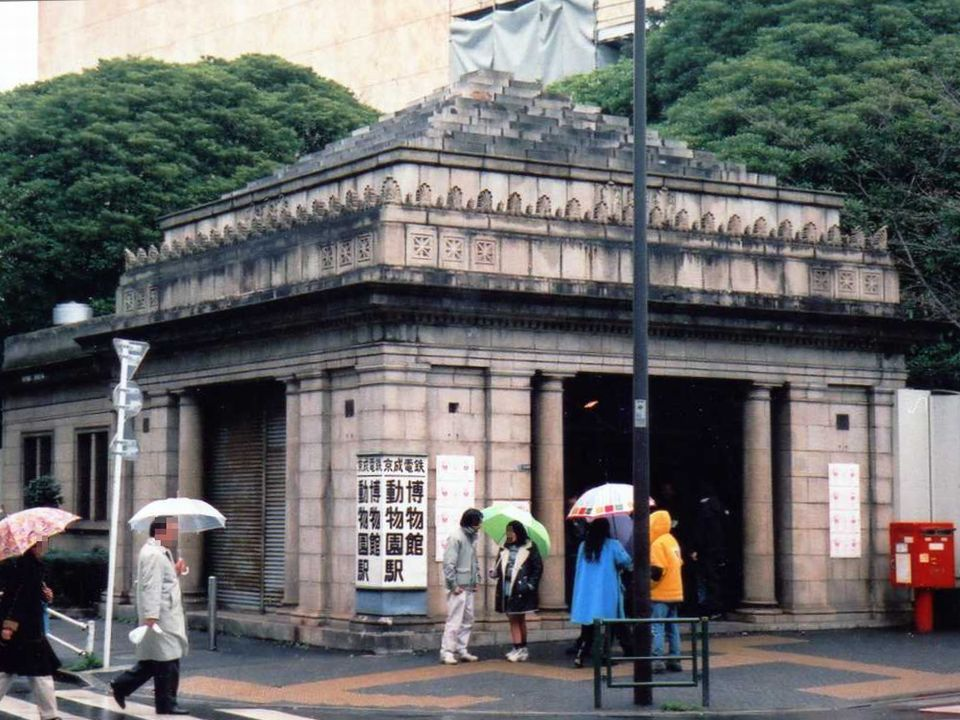
博物館動物園站 (1997年3月)

35°43′7.1″N 139°46′24.5″E / 35.718639°N 139.773472°E
博物館動物園站 (日语：／ Hakubutsukan-Dōbutsuen eki */?) 是曾經存在於日本東京都台東区，京成電鐵的車站 (廢站)。位於京成上野站至日暮里站間。1997年停止營運，2004年正式廢止。